# Mariano Juaristi Mendizábal
Mariano Juaristi Mendizábal (Azcoitia, Guipúzcoa, 21 de febrero de 1904 - ídem, 12 de enero de 2001), conocido deportivamente como Atano III, fue un jugador de pelota vasca español, considerado por muchos como el mejor pelotari.[cita requerida]

## Biografía
Nació en 1904 en la localidad guipuzcoana de Azcoitia, en el caserío Atano, de donde provenía el sobrenombre de su familia. Los hermanos Juaristi o los Atano, como fueron más conocidos, formaron una dinastía de pelotaris de primer orden, ya que seis de ellos fueron pelotaris y otro más se dedicó a la confección de pelotas. Mariano, Atano III, por el ser el tercero en edad de los hermanos, fue el más destacado de todos ellos. Atano VII, hermano menor de Mariano, también fue un pelotari de primer orden, así como Atano X, hijo de Atano I, que llegaría a ser campeón como su tío.
Debutó en el mundo de la pelota vasca profesional en 1922. Rápidamente destacó como un jugador revolucionario. Frente a los pelotaris que habían dominado hasta aquel entonces en la pelota a mano individual, caracterizados por la sobriedad, la tranquilidad y el peloteo pesado, Atano III antepuso el nervio, el brío y los gestos rápidos. Se trataba de un pelotari pequeño y de aspecto frágil; pero su juego estaba lleno de habilidad. Contaba con unos reflejos excepcionales, buena vista, era flexible, poseía una mano suelta y una buena zurda. Se caracterizaba por poseer un saque letal por su colocación, que por aquella época se realizaba de forma libre y, por una volea agresiva que desarbolaba a los rivales.
Su único «punto débil» fueron la fragilidad de sus manos ya que debía tomarse largas temporadas de reposo para recuperar sus manos, lo que le obligaba a jugar muchos menos partidos al año que sus rivales. Normalmente no solía jugar más de un partido al mes, lo que convertía cada uno de ellos en un acontecimiento. El caché que poseía a finales de los años 20 era más de 50 veces superior al que podía tener un pelotari normal.

## Trayectoria
Para acceder a la condición de campeón, Atano III tuvo que superar a los mejores manomanistas de los años 20. Venció a todos sus opositores, entre los que se encontraban Zabala II de Elgóibar y Ulacia de Guetaria, únicamente perdiendo un partido ante Artamendi II, en Marquina, por 13-22. El reinado de Atano III comenzó en 1926, con 22 años, cuando venció al entonces considerado por todos como mejor pelotari del momento y vigente campeón, Juan Bautista Azcárate, Mondragonés. Para considerarse aspirante al título o challenger, tuvo que vencer primero a Mondragonés en un desigual partido en el que el azcoitiano podía usar las dos manos mientras que Mondragonés sólo podía utilizar la derecha. La disputa del título, ya en igualdad de condiciones, se puso en liza a tres partidos, venciendo Atano III a su rival en los tres por 22-19, 22-12 y 22-9, respectivamente. El último de ellos se disputó el 1 de enero de 1927 en Bilbao. 
Durante 14 años nadie se atrevió a desafiarle por el título, ya que ninguno de sus contrincantes de la época (Echave IV, Pablo Elguezábal, Kirru o Juanito Arteche) se veían capacitados para ello y ninguno optaba por convertirse en challenger del campeón. No fue hasta 1940 cuando la Federación de Pelota estableció el primer campeonato individual oficial de mano entre profesionales, el Campeonato Manomanista. Atano III revalidó su, hasta entonces oficioso, título de campeón al derrotar en la final a Txikito de Iraeta por 22-8.
El Campeonato se disputa cada dos años y Atano III revalidó el título en las siguientes tres ocasiones (1942, 1944 y 1946), derrotando respectivamente a su hermano Atano VII (22-5), a Felipe (22-8) y a Akarregi (22-16). Finalmente el hombre que derrotó a Atano III fue Miguel Gallastegui, que le venció en la final de 1948 por 22-6, cuando Atano III tenía ya 44 años de edad y su reinado había durado nada menos que 22 años.
Tras su retirada, Atano III fue motivo de numerosos homenajes. En 1967 le fue concedida la Medalla al Mérito Deportivo. El principal frontón de San Sebastián, que anteriormente se denominaba Frontón Anoeta, recibe el nombre de Frontón Atano III desde el año 1995 en honor al mejor pelotari guipuzcoano de toda la historia.

## Finales manomanistas
| Año  | Campeón     | Subcampeón        | Tanteo | Frontón              |
| ---- | ----------- | ----------------- | ------ | -------------------- |
| 1940 | Atano III   | Txikito de Iraeta | 22-08  | Gros                 |
| 1942 | Atano III   | Atano VII         | 22-05  | Gros                 |
| 1944 | Atano VII   | Felipe            | 22-15  | Beotibar             |
|      | Atano III   | Felipe (1)        | 22-08  | Deportivo            |
| 1946 | Atano III   | Akarregi          | 22-16  | Astelena             |
| 1948 | Gallastegui | Atano III         | 22-06  | Municipal de Bergara |

(1) Aunque Felipe disputó la final del torneo, el subcampeón del mismo fue Atano VII, ya que los pelotaris y la federación llegaron a un acuerdo por el cual los tres primeros clasificados se decidirían en virtud de dos partidos, la semifinal Atano VII-Felipe y la final Atano III-Felipe. Al perder Felipe ambos partidos, Atano III fue declarado campeón, y Atano VII subcampeón.